# Elizabeth Welsh
Pour les articles homonymes, voir Welsh.
Elizabeth Welsh, née le 3 mars 1843 dans le comté de Down, en Irlande et morte le 13 février 1921 à Édimbourg en Écosse, est une classiciste britannique. Elle est professeure de lettres à Manchester, puis principale adjointe et enfin principale de Girton College à Cambridge de 1885 à 1903.

## Biographie
Elizabeth Welsh naît en 1843 dans le comté de Down, en Irlande, aînée des quatre filles de John Welsh, originaire de Portaferry et d'Elizabeth Dalzell, originaire d'Ards. Son père est un descendant du réformateur protestant, John Knox. Elle est éduquée à domicile et apprend le grec et le latin avec James Rowan, le pasteur presbytérien de Kircubbin. Elle est ensuite pensionnaire à Belfast, mais la mort précoce de son père et l'installation de sa famille à Portaferry met un terme à cette éducation formelle. Elle souhaite néanmoins poursuivre ses études au Girton College et, dans cette perspective, sollicite une bourse et se prépare avec le maître d'école de son village. Elle passe l'examen d'entrée durant l'été 1871, et obtient une bourse. Elle commence ses études universitaires à 28 ans, alors que le collège est à Hitchin, puis à Girton à partir de 1873. Elle écrit plusieurs chants pour le collège, notamment « A White Sheet, Sonnet to Girton College » et « Girton, my Friend ». Elle participe aux activités de la Shakespeare Reading Society du collège et joue le rôle de Iago dans la pièce Othello, et elle est membre fondatrice de la société pour la lecture de la Bible de Constance Maynard. Elle écrit plusieurs Elle passe les tripos d'études classiques en 1875, puis enseigne les lettres classiques à la Manchester High School for Girls, avant de revenir à Girton en 1876 comme assistante en lettres classiques, fonction qu'elle occupe jusqu'en 1984.
Elizabeth Welsh est nommée principale adjointe de Girton en 1881 lorsque la principale, Marianne Bernard, lui transfère certaines de ses responsabilités. Elle ajoute à cette fonction celle de Garden Steward en 1883, et suit l'aménagement du parc, lorsque l'étang est creusé, fait planter des allées bordées d'arbres, la Yew Tree Walk en 1883 et la Honeysuckle Walk en 1884. Elle supervise également la création d'un verger, destiné à approvisionner le collège en fruits. 
Elle est sollicitée pour le poste de « mistress » c'est-à-dire comme principale de Girton, lorsque Marianne Bernard démissionne pour se marier en 1884. Elle est en concurrence pour ce poste avec Louisa Lumsden, soutenue par plusieurs membres du comité, tandis que Emily Davies soutient Elizabeth Welsh. C'est cette dernière qui est finalement élue, en 1885, devenant la première principale qui a elle-même fait ses études à Girton. 
Durant son mandat de principale, le nombre d'étudiantes passe de 70 en 1884 à 130 en 1903. Un plan d'aménagement du collège décidé en 1899-1901 permet la construction de nouveaux bâtiments : des cuisines, un réfectoire, la chapelle, une piscine et deux ailes, Chapel Wing et Woodlands Wing. 

Elle annonce en 1902 qu'elle mettra fin à ses fonctions de principale en 1903. Elle est remplacée par Constance Jones. Une souscription permet de financer son portrait officiel, réalisé par John Lavery durant l'été 1904 et lui est présenté lors d'une cérémonie à Notting Hill High School à Londres, dont la directrice, Ethel Gavin, est une ancienne de Girton. Elle reste membre du comité exécutif du collège jusqu'en mars 1916, date à laquelle elle envoie sa lettre de démission, indiquant qu'elle habite désormais trop loin de Girton pour assister régulièrement aux réunions. Elle meurt à Édimbourg, le 13 février 1921 et est inhumée dans le cimetière de l'église St Andrew de Girton. Sa pierre tombale porte l'inscription : 
Elizabeth Welsh

Born 31 July 1813

Died 13 February 1921

Student, Lecturer

And Mistress

Of Girton College 

Her works praise her.